# Razzle Dazzle (álbum)
Razzle Dazzle é o décimo sétimo álbum de estúdio da banda japonesa de rock Buck-Tick. Foi lançado em 13 de outubro de 2010 pela gravadora Ariola Japan.  A capa do álbum foi criada por Aquirax Uno.
As faixas "Kuchizuke" e "Gekka Rejin" foram usadas como tema de abertura e encerramento do anime Shiki, respectivamente. Já o single "Dokudanjō Beauty" foi tema de encerramento da versão japonesa de Battlestar Galactica. A versão do álbum desta música apresenta Lucy, vocalista da banda LAZYgunsBRISKY, cantando o refrão.

## Lançamento
Foi lançado em duas edições: a regular com apenas o CD de 15 faixas e a limitada, que acompanha um DVD.

## Estilo musical
Com Razzle Dazzle, Buck-Tick queria ir além do "som de banda" de rock puro de seus dois álbuns anteriores. Incorporando elementos de dance music,  seu título foi retirado de uma canção do filme musical americano de 2002, Chicago.

## Recepção
Alcançou o sexto lugar na Oricon Albums Chart e permaneceu na parada por oito semanas e também o sexto na Billboard Japan, vendendo 20.384 cópias na primeira semana.

## Faixas
| N.º            | Título                                                               | Letras         | Música         | Duração |  |
| 1.             | "Razzle Dazzle Fragile"                                              | Instrumental   | Imai           | 1:18    |  |
| 2.             | "Razzle Dazzle"                                                      | Imai           | Imai           | 4:04    |  |
| 3.             | "Kyōki no Dead Heat" (狂気のデッドヒート)                            | Sakurai        | Hide           | 3:51    |  |
| 4.             | "Dokudanjō Beauty -R.I.P.-" (独壇場 Beauty -R.I.P.-)                 | Imai           | Imai           | 4:30    |  |
| 5.             | "Hamushi no Yō ni" (羽虫のように)                                    | Imai           | Imai           | 3:51    |  |
| 6.             | "Yōgetsu -Yōgetsu no Utage-" (妖月 -ようげつの宴-)                   | Sakurai        | Hide           | 4:13    |  |
| 7.             | "Bolero"                                                             | Imai           | Imai           | 4:51    |  |
| 8.             | "Django!!! -Genwaku no Django-" (Django!!! -眩惑のジャンゴ-)         | Sakurai        | Imai           | 4:48    |  |
| 9.             | "Sakuran Baby" (錯乱 Baby)                                           | Sakurai        | Imai           | 4:36    |  |
| 10.            | "Pixy"                                                               | Sakurai        | Hide           | 4:28    |  |
| 11.            | "Kuchizuke -Serial Thrill Kisser-" (くちづけ -Serial Thrill Kisser-) | Sakurai        | Imai           | 4:30    |  |
| 12.            | "Gekka Reijin" (月下麗人)                                            | Sakurai        | Imai           | 4:52    |  |
| 13.            | "Mugen" (夢幻)                                                       | Sakurai        | Hide           | 4:22    |  |
| 14.            | "Tango Swanka"                                                       | Sakurai e Imai | Imai           | 3:37    |  |
| 15.            | "Solaris"                                                            | Sakurai        | Imai           | 5:17    |  |
| Duração total: | Duração total:                                                       | Duração total: | Duração total: | 63:14   |  |

| DVD |                                                            |         |  |
| N.º | Título                                                     | Duração |  |
| 1.  | "Talk About "Razzle Dazzle" -Buck-Tick Special interview-" |         |  |
| 2.  | "Dokudanjō Beauty" (Videoclipe)                            |         |  |

## Ficha técnica

### Buck-Tick
- Atsushi Sakurai - vocal principal
- Hisashi Imai - guitarra solo
- Hidehiko "Hide" Hoshino - guitarra rítmica
- Yutaka "U-ta" Higuchi - baixo
- Toll Yagami - bateria

### Músicos adicionais
- Kazutoshi Yokoyama - teclado
- Cube Juice - sintetizador e programação nas faixas 4, 6 e 10
- Lucy - refrão na faixa 4

### Produção
- Junichi Tanaka - co produção e direção
- Hitoshi Hiruma - gravação e mixação
- Shigeo Miyamoto - masterização
- Kazutaka Minemori - técnico de guitarra e baixo
- Shigenobu Karube - produtor executivo